# マルマンオプティカル
マルマンオプティカルは、メガネフレームの製造販売を行なっている株式会社である。1982年、世界で初めてオール純チタンフレーム「チタノス」を開発した。以後、現在に至るまでチタン製高級メガネフレームを製造販売している。

## 沿革
- 昭和53年7月 - メガネフレームの製造・販売及び輸出入を目的としてマルマンオプティカル株式会社を設立。
- 昭和57年4月 - 世界初のオール純チタン製フレーム『チタノス』発売。
- 平成元年8月 - 即日修理をモツトーにチタノス・サービスセンターを開設。
- 平成3年10月 - ドイツ製インポートブランド『MarcO'polo』癸売。
- 平成8年9月 - 『NEWYOKER』発売。
- 平成9年11月 - チタンフレームの最高峰『PRESIDENT』発売
- 平成13年10月 - ハネ上げフレーム『クイック アップ』発売。
- 平成13年11月 - 純チタンレディスフレーム『エミネンス』発売。
- 平成19年10月 - ドイツ製インポートブランド『VAJAZZO』発売。
- 平成20年7月 - 創業30周年記念モデル『TITANOS 30』発売。
- 平成21年2月 - イタリア製インポートブランド『LAMATTA』発売。
- 平成22年6月 - 『Farben』発売。
- 平成23年10月 - 『Darwin』発売。
- 平成24年10月 - 『De.ja.view』発売。